# Pilobolus
Pilobolus is een geslacht van schimmels dat behoort tot de familie Pilobolaceae. De typesoort is Pilobolus crystallinus.

## Levenscyclus
De levenscyclus van Pilobolus begint met een zwarte sporangium die wordt uitgestoten op een plantensubstraat zoals gras. Een plantenetend dier zoals een paard eet dan het substraat en consumeert onbewust ook het sporangium. De Pilobolus sporangium overleeft de passage door het maagdarmkanaal zonder te ontkiemen en komt met de uitwerpselen naar buiten. Eenmaal buiten de gastheer ontkiemen de sporen in het sporangium en groeien ze als een mycelium in de uitwerpselen, waar het een primaire kolonisator is. Later produceert de schimmel meer sporen.
De aseksuele vruchtstructuur (de sporangiofoor) van Pilobolus-soorten is uniek. Het bestaat uit een transparante steel die boven de uitwerpselen uitsteekt en uitmondt in een ballonachtig subsporangiaal blaasje. Bovendien ontwikkelt zich één enkel zwart sporangium. De sporangiofoor heeft het opmerkelijke vermogen om zichzelf te oriënteren en rechtstreeks naar een lichtbron te wijzen. De vorm en transparantie van het subsporangiale blaasje zorgen ervoor dat het als een lens kan fungeren, waarbij het licht wordt gefocusseerd op carotenoïde pigmenten die zijn afgezet nabij de basis van het blaasje, die de fotonen absorberen en cellen in staat stellen het lichtniveau in de richting van de lens te detecteren. De zich ontwikkelende sporangiofoor groeit zodanig dat het rijpende sporangium direct op het licht is gericht.
Wanneer de turgordruk in het subsporangiale blaasje voldoende hoog is (vaak 7 ATM of hoger), wordt het sporangium gelanceerd en kan het zich van een paar centimeter tot een afstand van 3 meter (10 ft) verplaatsen. Voor een sporangiofoor van minder dan 1 cm lang betekent dit een versnelling van 0 naar 20 km/u in slechts 2 µs, waarbij hij wordt blootgesteld aan meer dan 20.000 G, wat overeenkomt met een mens die wordt gelanceerd met 100 keer de snelheid van het geluid. De oriëntatie van de steel naar de vroege ochtendzon garandeert blijkbaar dat de sporangium op enige afstand van de uitwerpselen wordt afgeschoten, waardoor de kans groter wordt dat hij zich aan de vegetatie hecht en door een nieuwe gastheer wordt opgegeten.
Een andere aanpassing van Pilobolus is dat het sporangium bedekt is met calciumoxalaatkristallen. Hun hydrofobe karakter zorgt er niet alleen voor dat de sporangium als een beschermend mechanisme omvalt, maar ook dat hij op zijn kleverige bodem terechtkomt nadat hij in een dauwdruppel is beland, waardoor hij zich aan een plantensubstraat kan hechten. Pilobolus-soorten kunnen in kunstmatige cultuur worden gekweekt, maar alleen als het groeimedium wordt aangevuld met een of andere vorm van gechelateerd ijzer, of met gesteriliseerde herbivorenmest.

## Soorten
In Nederland komen vijf soorten voor:
- Gewone kogelschieter op de uitwerpselen van gewervelde dieren (sporen 7-10 x 4,5-6,5 µm)
- Oranjesporige kogelschieter op uitwerpselen van paarden (sporen 10-19,5 x 5,5-9,5 µm)
- Dikwandspoorkogelschieter op uitwerpselen van paarden (sporen 11-13,5 x 10x12 µm)
- Kleinsporige kogelschieter op relatief verse mest van herbivoren (sporen 5,0-7,0 x 3,0-3,5 µm)
- Papilkogelschieter op uitwerpselen van gewervelde dieren (sporen 5,4-6,6 x 3,8-4 µm)

Volgens Index Fungorum telt het geslacht acht soorten (peildatum januari 2024):
| Soortnaam                                       | Auteur(s)         | Publicatiejaar |
| ----------------------------------------------- | ----------------- | -------------- |
| Pilobolus crystallinus (Gewone kogelschieter)   | (F.H. Wigg.) Tode | 1784           |
| Pilobolus kleinii (Oranjesporige kogelschieter) | Tiegh.            | 1878           |
| Pilobolus lentiger                              | Corda             | 1837           |
| Pilobolus longipes                              | Tiegh.            | 1878           |
| Pilobolus minutus                               | Speg.             | 1880           |
| Pilobolus oedipus (Dikwandspoorkogelschieter)   | Mont.             | 1826           |
| Pilobolus roridus (Kleinsporige kogelschieter)  | (Bolton) Pers.    | 1801           |
| Pilobolus umbonatus (Papilkogelschieter)        | Buller            | 1934           |